# 1064
1064 (MLXIV) fue un año bisiesto comenzado en jueves del calendario juliano.

## Acontecimientos
- Fernando I conquista Coímbra.
- Sancho Ramírez de Aragón toma Barbastro a Al-Muqtadir, rey de la Taifa de Zaragoza.

### América
- Inicio de la peregrinación de los nahuas desde Aztlan-Chicomoztoc, según Domingo Chimalpahin.

## Fallecimientos
- Roger de Foix, conde de Foix.